# Hugo Schiltz
Hugo Schiltz (ur. 28 października 1927 w Borsbeek, zm. 5 sierpnia 2006 w Edegem) – belgijski i flamandzki polityk, prawnik oraz samorządowiec, wicepremier i minister w rządzie federalnym, parlamentarzysta, w latach 1975–1979 lider Unii Ludowej (VU).

## Życiorys
W okresie II wojny światowej działał w nacjonalistycznej organizacji młodzieżowej Nationaal-Socialistische Jeugd Vlaanderen, za co po wojnie był przez kilka miesięcy więziony. Studiował później m.in. prawo i ekonomię na Katholieke Universiteit Leuven. Podjął praktykę w zawodzie adwokata w Antwerpii.
Zaangażował się w działalność polityczną, będąc przedstawicielem nurtu nacjonalizmu flamandzkiego. Dołączył do Unii Ludowej. Od 1959 zasiadał w radzie miejskiej Antwerpii. W latach 1965–1991 był posłem do federalnej Izby Reprezentantów, następnie do 1995 wchodził w skład belgijskiego Senatu. Od 1971 do 1995 (z krótkimi przerwami) zasiadał w Cultuurraad i następnie w powstałej w miejsce tego organu Radzie Flamandzkiej.
W 1975 objął przywództwo w Unii Ludowej, z kierowania partią ustąpił w 1979. Opowiadał się za udziałem VU we władzy i za pewnymi ustępstwami na rzecz Walonów. W latach 1981–1985 był ministrem finansów i budżetu we flamandzkim rządzie wspólnotowym. Od maja 1988 do września 1991 sprawował urzędy wicepremiera oraz ministra budżetu i polityki naukowej w ósmym gabinecie Wilfrieda Martensa. Współtworzył reformy ustrojowe Belgii, które promowali głównie Wilfried Martens i Jean-Luc Dehaene. W drugiej połowie lat 90. wchodził w skład władz miejskich w Antwerpii, gdzie odpowiadał za finanse, gospodarkę i turystykę.
W 1995 wyróżniony honorowym tytułem ministra stanu. Był ojcem polityka Willema-Frederika Schiltza.